# Traité des trois imposteurs
Le Traité des trois imposteurs est le titre ou le surnom de plusieurs livres distincts, dont certains fictifs. L'existence de personnes qualifiées de blasphémateurs qui auraient accusé d’imposture délibérée Moïse, Mahomet et Jésus-Christ, semble avoir hanté le Moyen Âge, particulièrement certains ecclésiastiques.
Ce thème des trois imposteurs fut remis en vogue dans l’Europe du XVIIIe siècle, où plusieurs livres nommés ou surnommés Traité des trois imposteurs (en latin : De Tribus Impostoribus) circulèrent clandestinement. L'un d'eux, rédigé en français, est plus connu sous le nom de La Vie et l’esprit de M Benoit Spinoza ou L’Esprit de Spinoza.
Bien qu’une des versions porte la date de 1598, le premier Traité des trois imposteurs pourrait n’être apparu qu’au XVIIIe siècle.
La thèse des trois imposteurs, connue en Europe dès le XIIIe siècle — elle est mentionnée par Thomas de Cantimpré —, a été attribuée à diverses personnes suspectées d’athéisme ou accusées de blasphème ou d’hérésie. Parmi les noms proposés comme auteurs de l’idée ou de l’ouvrage anonyme : Averroès, Frédéric II, Boccace, Pomponazzi, Machiavel, Pierre l'Arétin, Bernardino Ochino, Michel Servet, Jérôme Cardan, Giordano Bruno, Marc-Antoine Muret, Jacques Gruet, Vanini, Hobbes, Spinoza, Matthias Knutzen, le baron d'Holbach, pour s’en tenir aux plus célèbres. Raoul Vaneigem se réfère également à François Scoto, Herman de Rijswick (-1512), Noël Journet (-1582), Geoffroy Vallée (1550-1574), Jean Rousset de Missy, etc.

## Auteurs présumés de la thèse des trois imposteurs

### Origine
Thomas de Cantimpré attribue le blasphème sur les trois imposteurs au chanoine Simon de Tournai (qui florissait de 1184 à 1200), ce qui montre en tout cas que l’histoire circule vers 1260, époque où écrit Thomas de Cantimpré. Parmi les premiers soupçonnés en Europe d’avoir tenu ces propos, ou même de les avoir développés en un traité, figure l’empereur d’Allemagne et roi de Sicile Frédéric II Hohenstaufen (ou son secrétaire Pierre Des Vignes). Dès 1239, Frédéric II est accusé par Grégoire IX d’avoir déclaré que le monde entier avait été dupé par trois imposteurs : Moïse, Jésus et Mahomet.
Les recherches de Louis Massignon font remonter l’origine du thème des Trois imposteurs à des arguments de propagande religieuse employés par Abû Tâhir Sulaymân (907-944), troisième souverain du royaume qarmate de Bahreïn fondé par une secte d’ismaéliens dissidents. Il aurait dit : 

« En ce monde, trois individus ont corrompu les hommes, un berger, un médecin et un chamelier. Et ce chamelier a été le pire escamoteur, le pire prestidigitateur des trois. »

### Éditions
Le « Tractatus de tribus impostoribus » médiéval relève de la légende et n'a donc jamais été édité.
Un manuscrit intitulé La Vie et l’esprit de M. Benoit Spinoza fut prétendument traduit du latin d’après un manuscrit volé dans la bibliothèque du Prince de Saxe, mais est plus probablement[pourquoi ?] un traité rédigé en français sous le titre La Vie et l’esprit de M. Benoit Spinoza, publié en 1712 (ou 1719) à Rotterdam et l’auteur serait Jan Vroesen. Cette version fut rééditée dès 1721 sous le titre Traité des trois imposteurs, version attribuée à Jean Maximilien Lucas, qui y fait l'apologie de la méthode exégétique décrite dans le Traité théologico-politique de Spinoza. Il fut aussi attribué à un avocat de Reims, Marc-Antoine Oudinet. Il existe en fait de nombreux exemplaires du Traité des trois imposteurs/Esprit de Spinoza, avec des différences plus ou moins grandes entre eux. Une troisième version fut éditée par le baron d’Holbach quelques décennies plus tard et vite attribuée à son éditeur.
Une version intitulée De tribus impostoribus fut vraisemblablement publiée vers 1753, sous la date fictive de 1598, probablement par Johan Joachim Müller, juriste, qui en composa le texte à l’occasion d’une rencontre académique à l’université de Kiel. Le livre fut ensuite traduit en allemand par Müller.

## Thèse du livre
Le Traité est un exposé systématique d’irréligion, d’inspiration déiste. Il fait d’abord l’étiologie de la religion, énumérant tous les motifs qui poussent les hommes à s’écarter de la « droite raison » et dénonçant

« ceux à qui il importait que le peuple fût contenu et arrêté par de semblables rêveries. »

Ensuite, il s’attaque aux trois supposés prophètes et aux textes sacrés. La Bible est critiquée comme un

« tissu de fragments cousus ensemble en divers temps, ramassés par diverses personnes et publiés de l’aveu des rabbins, qui ont décidé, suivant leur fantaisie, de ce qui devait être approuvé ou rejeté, selon qu’ils l’ont trouvé conforme ou opposé à la loi de Moïse. »

En 1769, Voltaire répond à ce texte avec son Épître à l’auteur du livre des Trois Imposteurs, dans laquelle figure le vers fameux : « Si Dieu n'existait pas, il faudrait l'inventer. »